# Mlandingan Kulon
Mlandingan Kulon is een bestuurslaag in het regentschap Situbondo van de provincie Oost-Java, Indonesië. Mlandingan Kulon telt 3622 inwoners (volkstelling 2010).